# Benita Ferrero-Waldner
Benita Ferrero-Waldner (født 5. september 1948 i Salzburg, Østrig) er en østrigsk politiker for Österreichische Volkspartei (ÖVP), der fra 2004 til december 2009 var EU's udenrigskommissær. Hun var desuden kommissær for handel fra 2009 til 2010 og kommissær for europæisk naboskabspolitik fra 2004 til 2010. Fra 2000 til 2004 var hun Østrigs udenrigsminister, og i foråret 2004 var hun ÖVP's præsidentkandidat.
Ferrero-Waldner blev dr.jur. i 1970 og arbejdede frem til 1983 i det private erhvervsliv. I 1984 blev hun diplomat og var bl.a. protokolchef for generalsekretær Boutros Boutros-Ghali ved FN's hovedkvarter i New York. Tilbage i Østrig fik hun ansættelse som statssekretær i 1995 og arbejdede frem til 2000 under Franz Vranitzkys og Viktor Klimas socialdemokratiske regeringer. Da Wolfgang Schüssel blev kansler i 2000, blev hun udnævnt til udenrigsminister. 